# Notylia hemitricha
Notylia hemitricha är en orkidéart som beskrevs av João Barbosa Rodrigues. Notylia hemitricha ingår i släktet Notylia och familjen orkidéer. Inga underarter finns listade i Catalogue of Life.